# Commissione per le libertà civili, la giustizia e gli affari interni del Parlamento europeo
La commissione per le libertà civili, la giustizia e gli affari interni (LIBE) è una commissione permanente del Parlamento europeo, che si occupa fra le altre cose di diritti umani all'interno dell'Unione europea e di lotta alla discriminazione (escluse quelle legate al sesso, al luogo di lavoro o al mercato del lavoro). 
Si è opposta con successo al trasferimento dall'Unione europea agli Stati Uniti di dati bancari (noto come accordo SWIFT) e sui passeggeri aerei (accordo PNR).
Si occupa regolarmente, spesso criticandola pesantemente, dell'Europol, per la cui supervisione nel 2017 è stato creato anche il Joint Parliamentary Scrutiny Group for Europol (JPSG).
Ha un ruolo importante in relazione alla "realizzazione dello spazio di giustizia, libertà e sicurezza dell'Unione europea".

## Competenze
In base al regolamento del Parlamento europeo per le libertà civili, la giustizia e gli affari interni è la:
1. la protezione, nel territorio dell'Unione europea, dei diritti dei cittadini, dei diritti dell'uomo e dei diritti fondamentali, compresa la protezione delle minoranze, enunciati nei trattati e nella Carta dei diritti fondamentali dell'Unione europea;
2. le misure necessarie per combattere tutte le forme di discriminazione diverse da quelle fondate sul sesso e da quelle che si verificano sul luogo di lavoro e nel mercato del lavoro;
3. la legislazione relativa alla trasparenza e alla protezione delle persone fisiche con riguardo al trattamento dei dati personali;
4. l'instaurazione e lo sviluppo di uno spazio di libertà, sicurezza e giustizia nel rispetto dei principi di sussidiarietà e di proporzionalità, in particolare:
a) le misure riguardanti l'ingresso e la circolazione delle persone, l'asilo e le migrazioni,
b) le misure riguardanti una gestione integrata delle frontiere esterne,
c) le misure relative alla cooperazione di polizia e giudiziaria in materia penale, incluso il terrorismo, e le misure sostanziali e procedurali relative allo sviluppo di un approccio più coerente dell'Unione al diritto penale;
5. l'Osservatorio europeo delle droghe e delle tossicodipendenze e l'Agenzia dell'Unione europea per i diritti fondamentali, Europol, Eurojust, Cepol, la Procura europea e gli altri organismi e agenzie operanti nello stesso campo;
6. la constatazione di un chiaro rischio di una violazione grave da parte di uno Stato membro dei principi comuni agli Stati membri.»

(Regolamento del Parlamento europeo, Allegato V: Attribuzioni delle commissioni parlamentari permanenti, art. XVII.)

## Presidenti
| Periodo     | Presidente                  | Nazionalità | Gruppo |
| ----------- | --------------------------- | ----------- | ------ |
| 2005 - 2008 | Jean-Marie Cavada           | Francia     | ALDE   |
| 2009 - 2014 | Juan Fernando López Aguilar | Spagna      | S&D    |
| 2014 - 2019 | Claude Moraes               | Regno Unito | S&D    |
| 2019 - 2024 | Juan Fernando López Aguilar | Spagna      | S&D    |
| 2024 -      | Javier Zarzalejos           | Spagna      | PPE    |

## Controversie
Nel 2014 ha provocato polemiche l'ingresso nella commissione dell'eurodeputato Udo Voigt, già leader del Partito Nazionaldemocratico di Germania.